# Muda (biología)

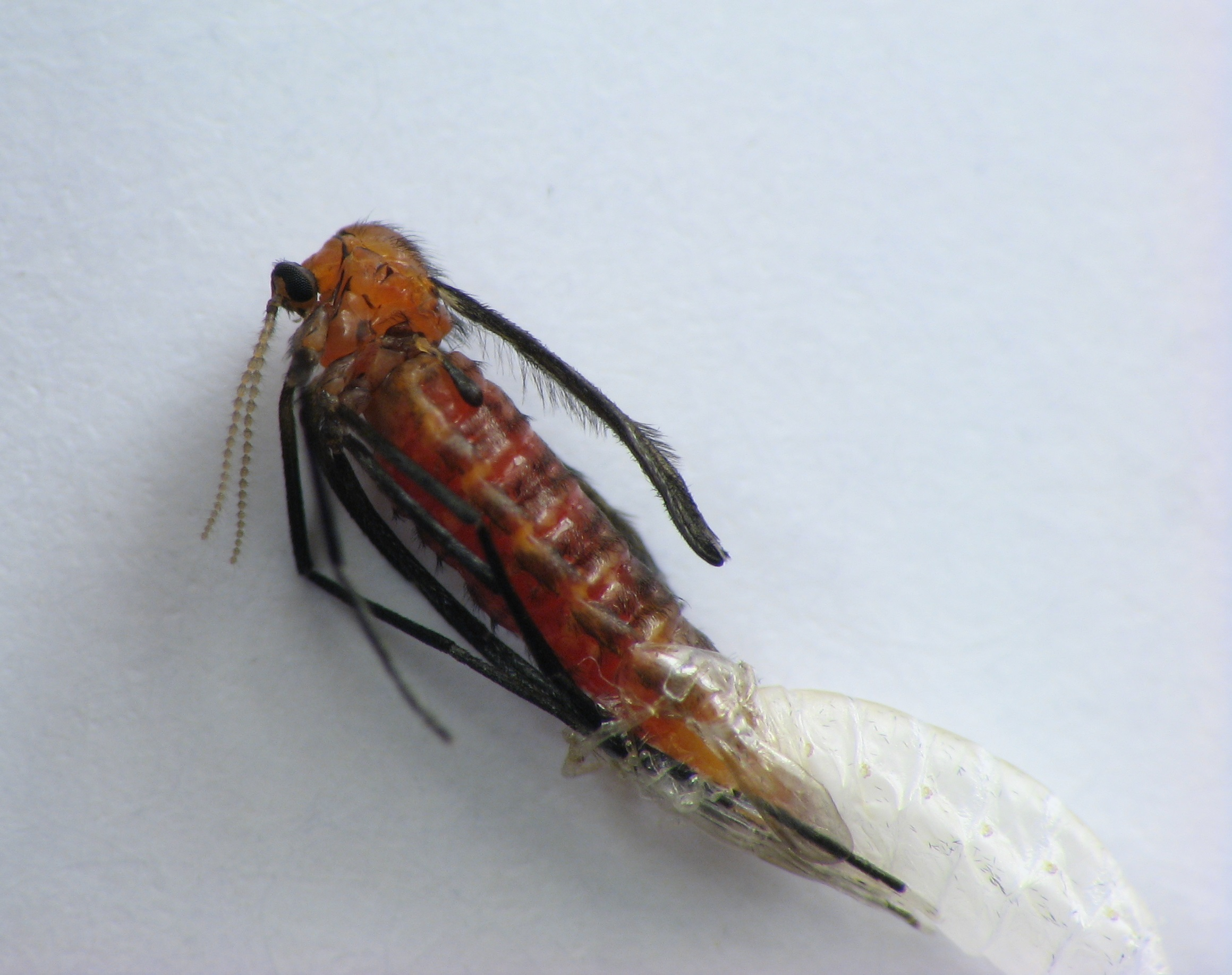
Mosca adulta Rhopalomyia solidaginis en proceso de muda

Chicharra en ecdisis.

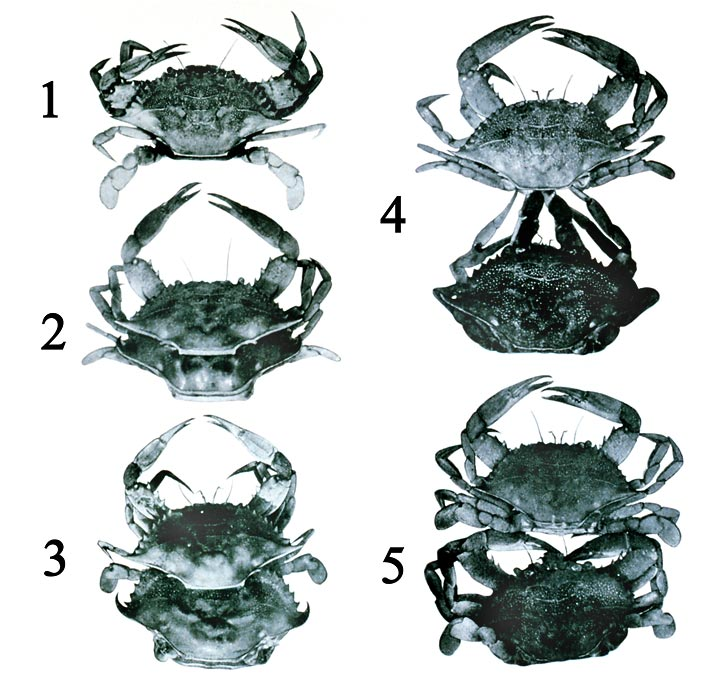
Muda del cangrejo Callinectes sapidus

Muda, en biología, se llama a la renovación de los tegumentos (recubrimientos del cuerpo) que se produce en muchos animales.

## Ejemplos
| Grupo                  | Muda         | Ocurrencia                                                 | Notas |
| ---------------------- | ------------ | ---------------------------------------------------------- | --- |
| Gatos                  | Pelaje       | Por lo general, alrededor de primavera-verano              | Los gatos mudan el pelaje en primavera-verano para deshacerse de su "abrigo de invierno". Los gatos tienen un pelaje más grueso durante los meses más fríos de invierno para mantener el calor, luego, alrededor de la primavera y el verano, mudan parte de su pelaje para obtener un pelaje más delgado para los meses más cálidos del verano. Algunos gatos necesitan cepillarse durante la muda, ya que los pelos muertos pueden quedar atrapados en el pelaje del gato. |
| Perros y otros cánidos | Pelaje       | Semestralmente, primavera y otoño.                         | La muda en los cánidos, como en todos los mamíferos, se debe a las fluctuaciones en la cantidad de melatonina secretada por su glándula pineal en respuesta a las variaciones estacionales de la luz solar en lugar de las variaciones de temperatura. Esta estacionalidad en la muda se conserva más en las razas árticas de perros que mudan pelo dos veces al año, mientras que la mayoría de las otras razas mudan una vez al año.                                       |
| Pollos                 | Plumas       | Generalmente otoño (gallinas no comerciales).              | Los pollos generalmente dejan de poner huevos cuando comienza la muda y vuelven a poner huevos cuando sus nuevas plumas han vuelto a crecer. |
| Patos de collar        | Plumas       | Mediados de verano - principios de otoño                   | Después del final de la temporada de reproducción, la mayoría de los ánades reales mudan sus plumas de vuelo. Como el plumaje de reproducción de colores brillantes de los machos los deja vulnerables a la depredación, lo pierden a través de la muda, reemplazándolo con plumaje de eclipse que ayuda a camuflarse hasta que sus plumas de vuelo vuelven a crecer, sobre las cuales mudan nuevamente y recuperar sus colores de cría.                                     |
| Serpientes             | Piel         | Regularmente, cuando la piel vieja es superada.            | Las serpientes se frotan contra superficies ásperas para ayudar a quitarse la piel mudada. |
| Lagartos               | Piel         | Regularmente, cuando la piel vieja es superada.            | Los lagartos, como las serpientes, se frotan contra los objetos para ayudar a eliminar la piel mudada y luego consumen la piel mudada para obtener calcio y otros nutrientes. |
| Anfibios               | Piel         | Regularmente.                                              | Las salamandras y las ranas mudan su piel regularmente y luego se la comen con frecuencia. |
| Cangrejos ermitaños    | Exoesqueleto | Regularmente, cuando el caparazón crece.                   | Los cangrejos ermitaños terrestres se entierran durante muchas semanas mientras mudan y luego consumen su exoesqueleto. |
| Arácnidos              | Exoesqueleto | Regularmente, cuando el exoesqueleto se queda pequeño.     | Los arácnidos mudan regularmente para crecer, a menudo se vuelven solitarios y ayunan durante largos períodos antes de la muda. |
| Insectos               | Exoesqueleto | Regularmente en larvas, cuando el exoesqueleto ha crecido. | En especies con una metamorfosis "completa", la muda final transforma el cuerpo, típicamente de una larva de cuerpo blando a un adulto reproductivo, alado y, a veces, colorido. En efemerópteros, un subimago alado muda por última vez a un adulto alado. |

## Muda en artrópodos y ecdisozoos
En artrópodos y otros ecdisozoos existe una cutícula externa continua o exoesqueleto que se muda de una vez, fenómeno conocido con el nombre específico de ecdisis (del griego antiguo: ἔκδυσις, ékdusis, “remoción”). La muda es estimulada por la hormona ecdisona. En el proceso colaboran, al parecer las llamadas células Inka. El período entre cada muda se llama estadio. El animal entra primero en un período de reposo antes de proceder a la muda. Cuando emerge, la nueva cutícula es blanda y de color pálido y el sujeto es llamado teneral. Puede llevar un par de horas para endurecerse y adquirir su color normal. El exoesqueleto descartado lleva el nombre de exuvia. Algunos artrópodos continúan teniendo mudas durante todo el ciclo biológico, mientras otros tienen un número fijo de mudas, por ejemplo la mayoría de los insectos, que además, no mudan en estadio de imago (o adulto).

## Muda en reptiles
En los reptiles el cambio de la capa córnea más externa de la epidermis se produce, bajo control hormonal, entre dos y doce veces al año. En los ofidios o serpientes ocurre de una vez, abandonando como resultado una camisa que, al igual que en los artrópodos, conserva los detalles de la morfología externa del animal. En otros reptiles la muda ocurre por parches. Los reptiles pueden presentar faneras, estructuras resaltadas derivadas de la epidermis, como son las uña o los “pelos” de los dedos de las salamanquesas (fam. Gekkonidae).

## Muda en las aves

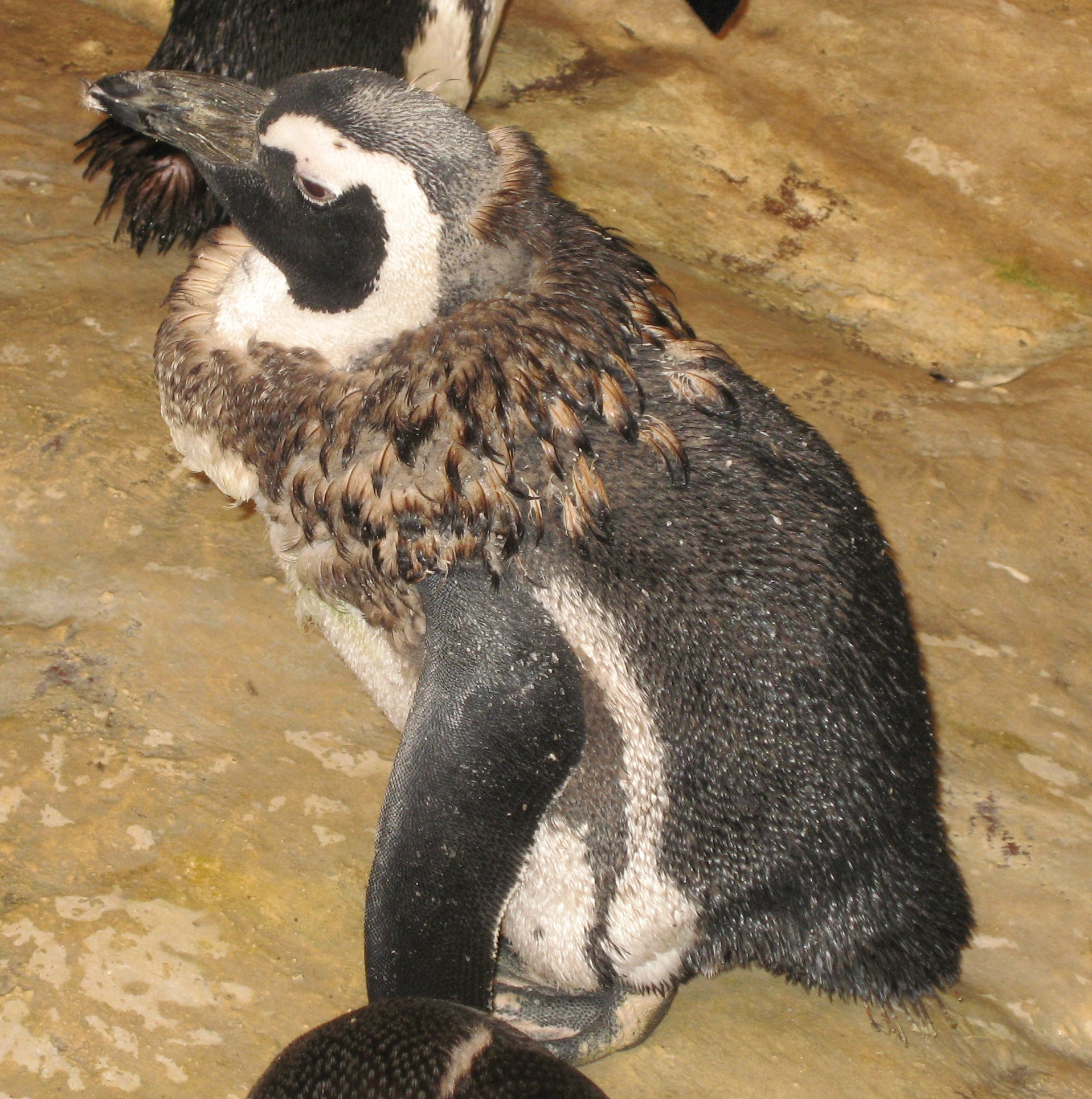
Pingüino Spheniscus demersus en muda.

Las aves, que derivan de reptiles dinosaurios, presentan faneras de un tipo especial, las plumas, que se encontraban también en algunos dinosaurios. La muda o pelecho puede implicar la alternancia estacional entre plumajes de distintas características. Las plumas viejas se desprenden poco a poco, de manera que el animal no queda desnudo (con la excepción de algunos tucanes) ni presenta calvas, aunque la muda de las plumas responsables del vuelo puede obligarle a permanecer en el suelo y buscar refugio durante un corto período del año, denominado mancada, como ocurre en muchas anátidas. El proceso de renovación suele iniciarse en la cabeza y avanzar hacia la cola.
El plumaje característico de un ave que ha mudado tras la reproducción se conoce como plumaje post-reproductivo, o en la terminología de Humphrey-Parkes plumaje básico. Los plumajes reproductivos o las variaciones del plumaje básico se conocen en el sistema Humphrey-Parkes como plumajes alternativos. La muda es anual en la mayoría de las especies, aunque algunas pueden tener dos mudas al año, y las grandes aves rapaces pueden mudar sólo una vez cada pocos años. Los patrones de muda varían entre especies. En los paseriformes, las plumas de vuelo son reemplazadas de una en una iniciando el ciclo con la primaria más interna. Cuando se muda la quinta de las seis plumas primarias, la pluma terciaria más externa comienza a desprenderse. Después de que se muden las terciarias más internas, las secundarias comienzan a mudarse empezando desde la más interna y esto prosigue hasta las plumas más externas (muda centrífuga). Las coberteras primarias mayores se mudan al mismo tiempo que las primarias con las que se superponen. Generalmente las plumas de la cola se mudan y reemplazan empezando por el par más interior; sin embargo, se observan mudas centrípetas de plumas de la cola en Caprimulgidae. La muda centrífuga es diferente en las plumas de la cola de los pájaros carpinteros y los trepatroncos en los que comienza por el segundo par de plumas más internas y termina con el par central, de modo que el ave mantiene la capacidad de ayudarse de su cola para trepar. El patrón general que se observa en las alas de los Cuculiformes, específicamente, en la sección primaria tienen la siguiente transición: las plumas con números impares se sustituyen primero, y luego las plumas de pares, en este orden la caída de las plumas de la cola se realiza por completo para luego sustituir con nuevas plumas.

### Muda forzada
En algunos países, las bandadas de gallinas ponedoras comerciales se someten a una muda forzada para revitalizar la puesta de huevos. Esto suele implicar la retirada total del alimento y, en ocasiones, del agua durante 7 a 14 días, o incluso hasta 28 días en condiciones experimentales, lo que presumiblemente refleja la práctica ganadera habitual en algunos países. Esto provoca una pérdida de peso corporal del 25 al 35%, lo que estimula la pérdida de plumas en la gallina, pero también revitaliza la producción de huevos.
Algunas bandadas pueden ser sometidas a una muda forzada varias veces. En 2003, más del 75% de todas las bandadas fueron sometidas a una muda forzada en EE. UU. Otros métodos para inducir la muda incluyen dietas de baja densidad (p. ej., orujo de uva, harina de semilla de algodón, harina de alfalfa) o la manipulación dietética para crear un desequilibrio de un nutriente en particular. Las más importantes entre ellas incluyen la manipulación de minerales como el sodio (Na), el calcio (Ca), el yodo (I) y el zinc (Zn), con ingestas dietéticas total o parcialmente reducidas.

## Muda en los mamíferos
También en mamíferos se produce una muda equivalente del pelo. Se produce poco a poco, de manera distribuida. En los que habitan en climas estacionales de latitudes medias y altas, suelen alternar pelajes diferenciados para la estación cálida y la fría.
Los humanos también cuentan con un proceso de muda, aunque este se da de manera continua. Las células epidérmicas se están continuamente renovando a través de divisiones mitóticas de las células madre basales de la epidermis. A medida que se estas se van dividiendo, empujan al resto de células, y las de las últimas capas terminan por desprenderse.[cita requerida]

### En perros
La mayoría de los perros mudan su pelaje dos veces al año, en primavera y otoño, dependiendo de la raza, el entorno y la temperatura. Hay también perros  que mudan mucho más de lo habitual.

### En cobayas, hámsteres y conejos
La mayoría de las cobayas (Cavia porcellus) mudan de pelaje constantemente, mientras que los hámsteres (Cricetinae) lo hacen con menos frecuencia, y los conejos (Oryctolagus cuniculus) experimentan una muda estacional en primavera y otoño. El proceso de muda en los pequeños mamíferos se ve influenciado por la estacionalidad, las hormonas y la salud general. En los hámsteres, una muda excesiva puede indicar estrés o enfermedad. Una dieta equilibrada y un aseo regular son esenciales para mantener un pelaje sano.

## Galería de imágenes

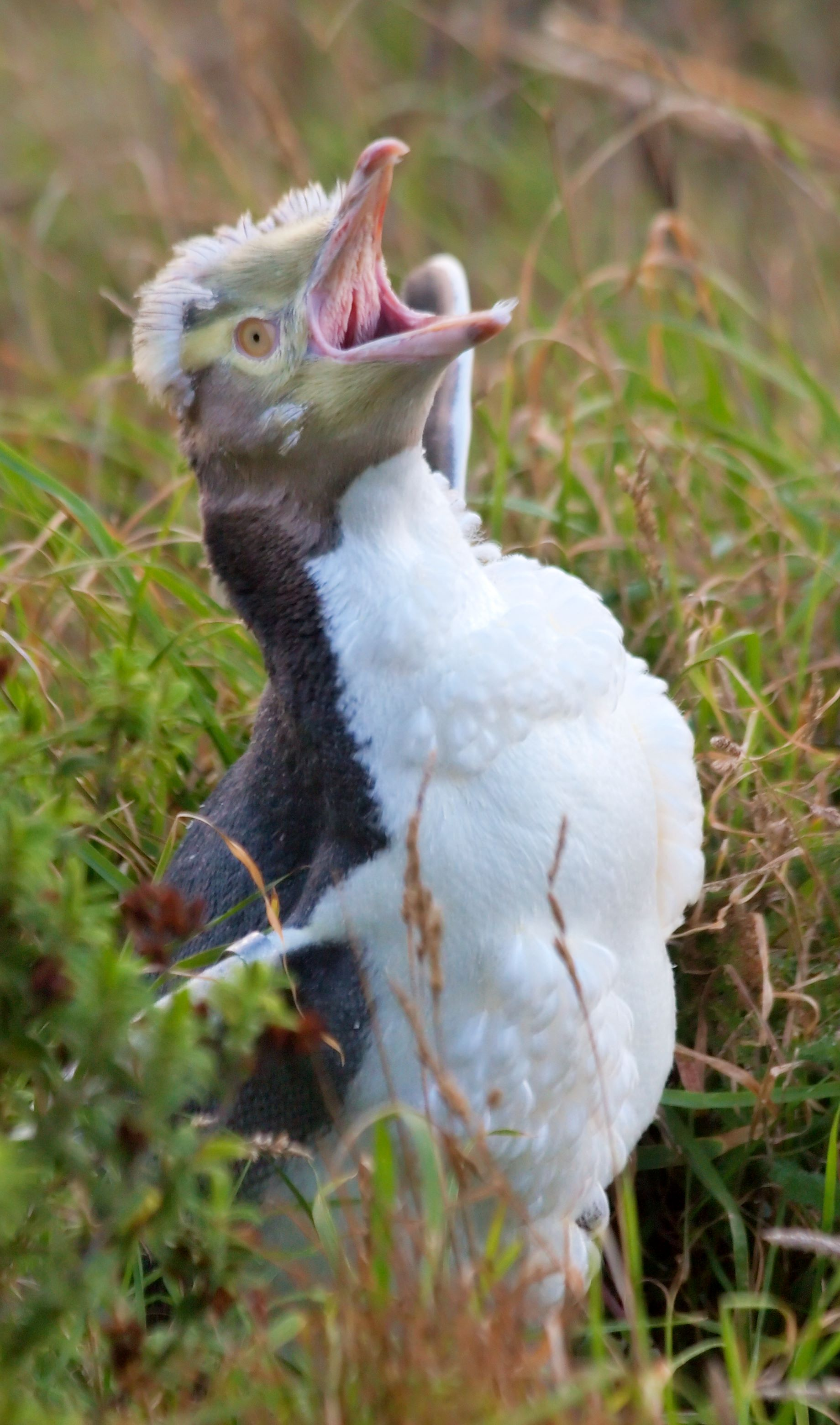
Un pingüino de ojos amarillos (Megadyptes antipodes) mudando su piel.
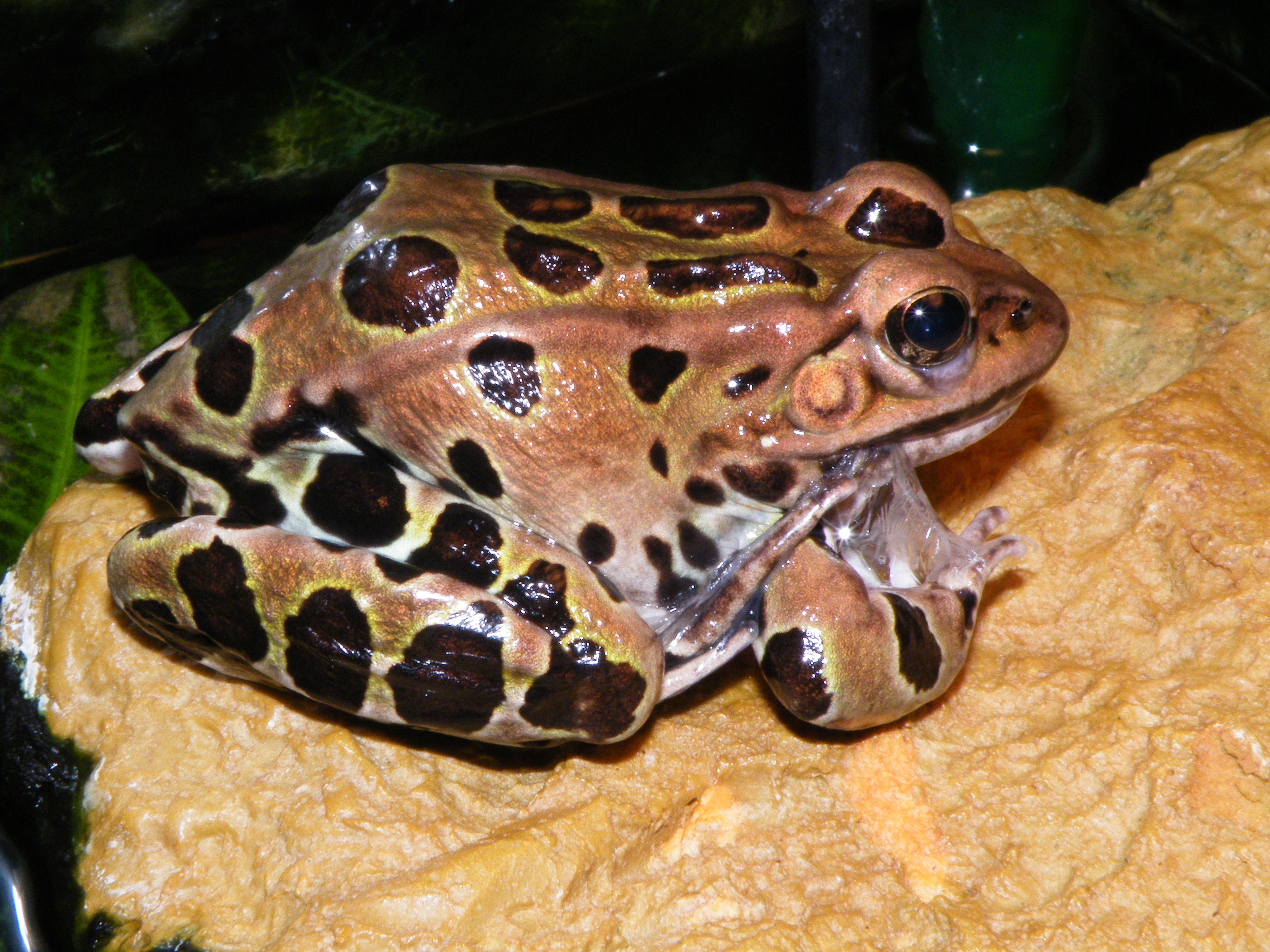
Una rana leopardo (Lithobathes) mudando su piel y comiéndosela.
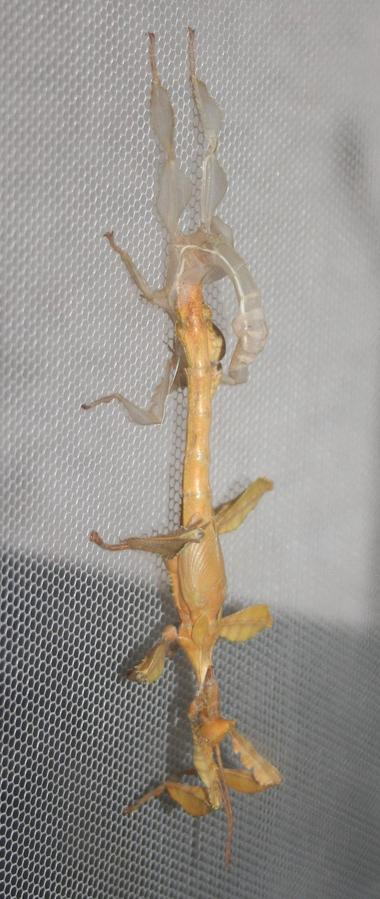
Un insecto palo gigante (Extatosoma tiaratum) sale de su piel mudada.
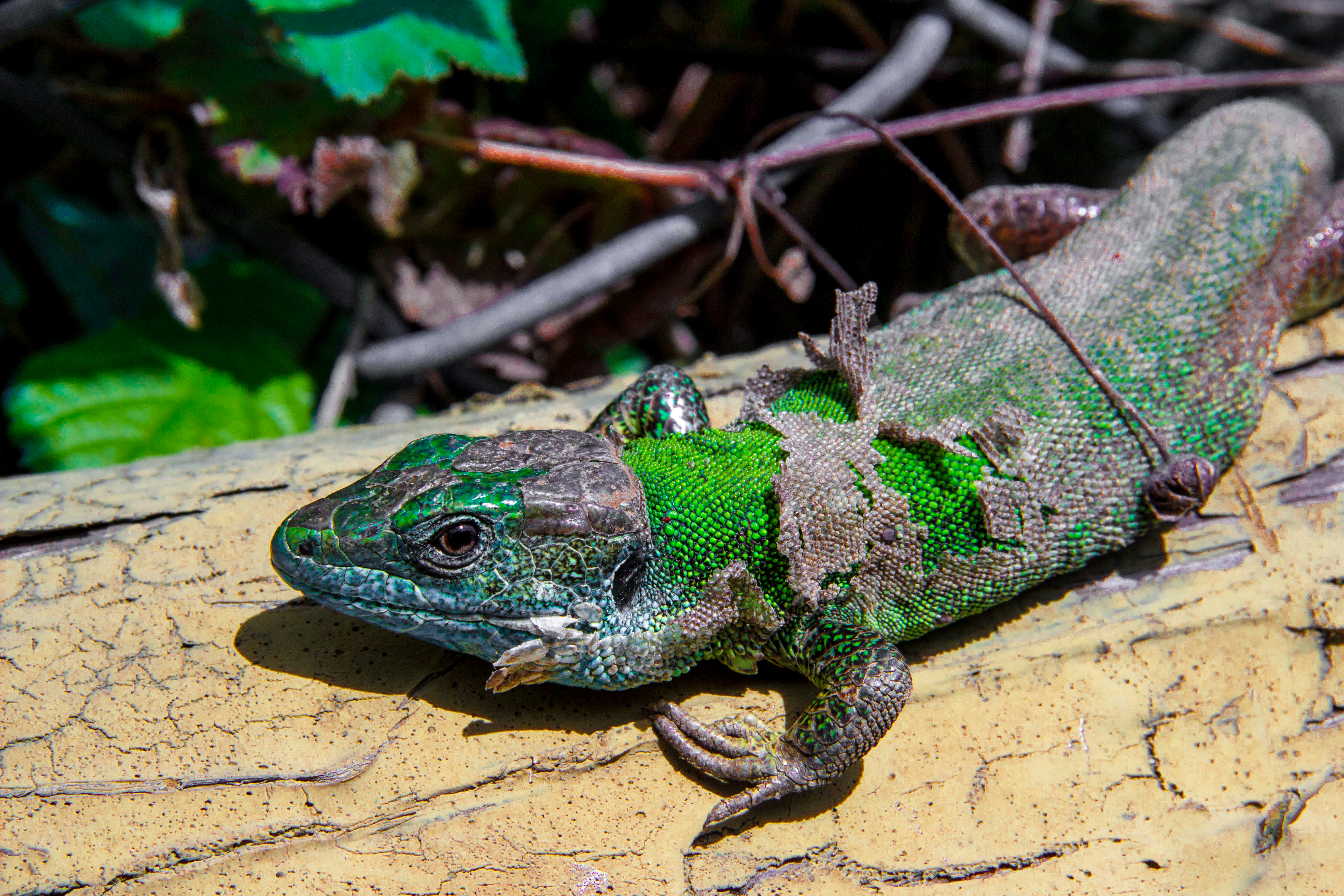
Lagarto verde europeo (Lacerta viridis) mudando su piel.
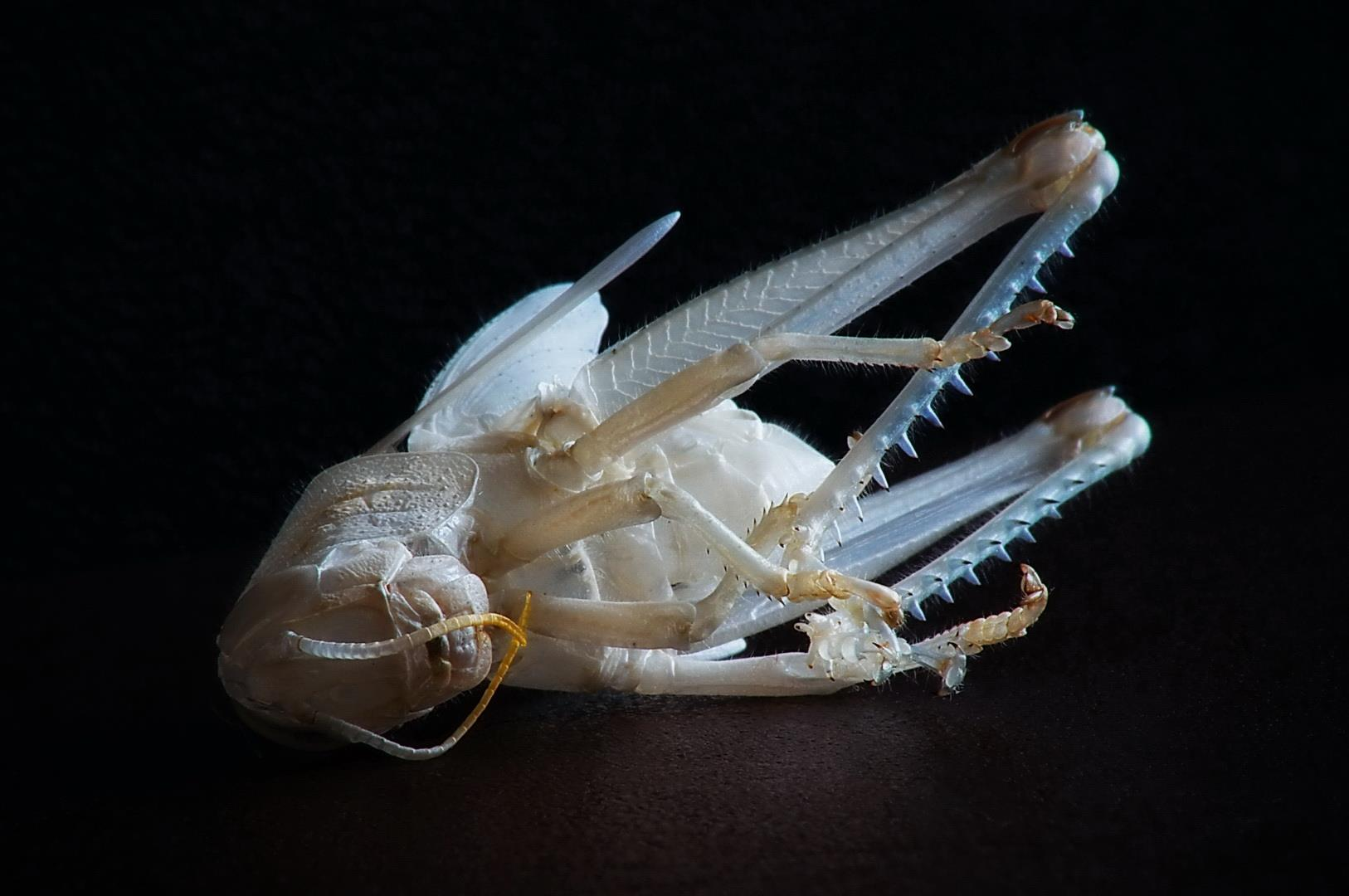
Muda desechada de un saltamontes (caelifera).
- Una cigarra mudando su piel.
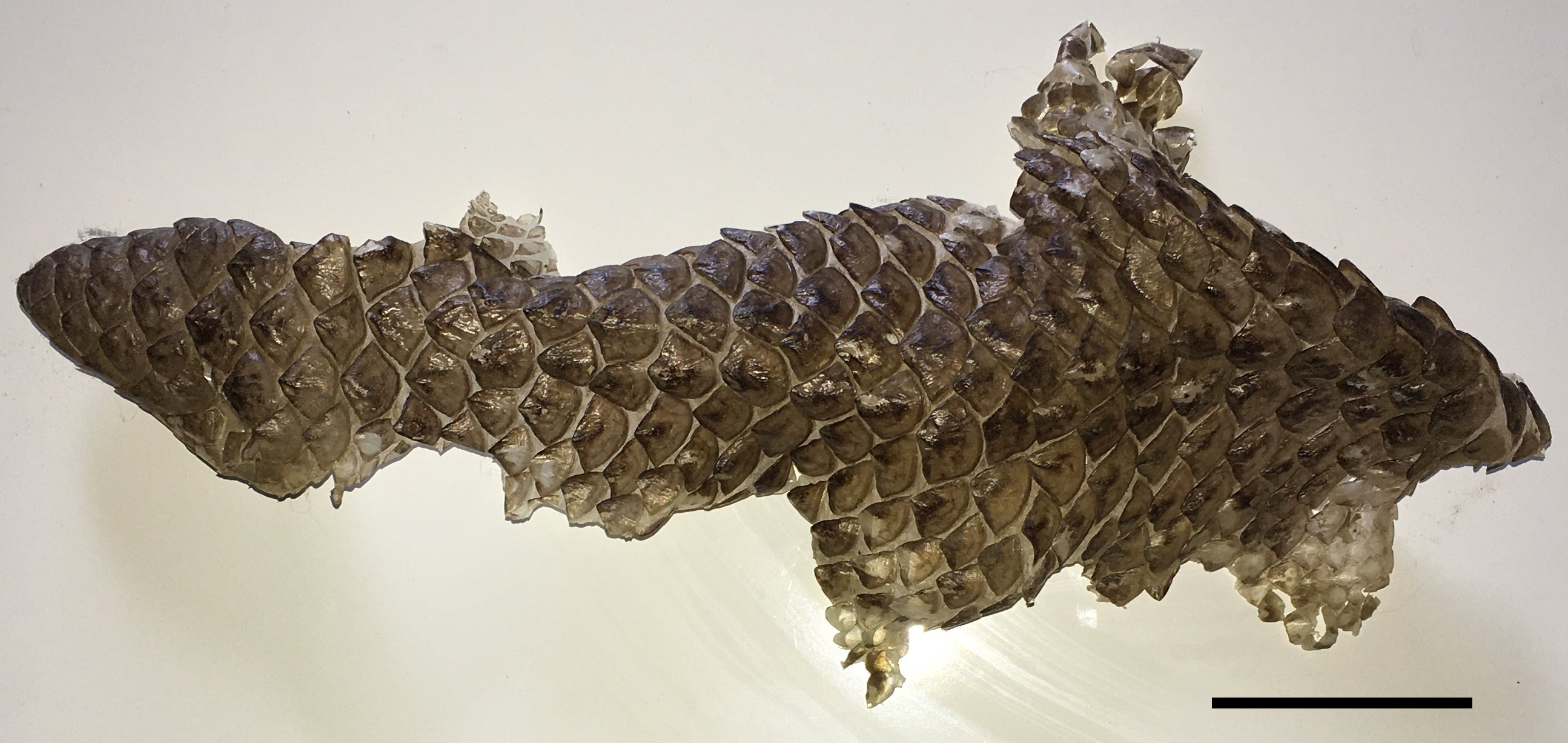
Muda de un lagarto Tiliqua rugosa, barra de escamas de 5 cm.